# Seteventos (Saviñao)
Seteventos (llamada oficialmente Santa María de Seteventos) es una parroquia y una aldea española del municipio de Saviñao, en la provincia de Lugo, Galicia.

## Límites
Limita con las parroquias de Abuíme y Ousende al norte, Tuiriz al este, Tribás y Villasante al sur y Marrube al oeste.

## Organización territorial
La parroquia está formada por cinco entidades de población, constando cuatro de ellas en el nomenclátor del Instituto Nacional de Estadística español:
- Malveiros
- Morgade
- Mosiños
- Pedras Blancas (Pedras Brancas)
- Seteventos

## Demografía

### Parroquia
| Gráfica de evolución demográfica de Seteventos (parroquia) entre 2000 y 2021 |
|                                                                              |
| Datos según el nomenclátor publicado por el INE.                             |

### Aldea
| Gráfica de evolución demográfica de Seteventos (aldea) entre 2000 y 2021 |
|                                                                          |
| Datos según el nomenclátor publicado por el INE.                         |

## Lugares de interés
- Iglesia de Santa María, construida a finales del siglo XII o principios del siglo XIII, conserva como elementos más destacados la portada occidental y las pinturas murales sobre el arco triunfal.[9]
- Casa Grande de Mosiños.